# Борбас, Тьяго
Тьяго Николас Борбас Сильва (исп. Thiago Nicolás Borbas Silva; родился 7 апреля 2002 года, Монтевидео) — уругвайский футболист, нападающий клуба «Ред Булл Брагантино».

## Клубная карьера
Борбас — воспитанник клуба «Ривер Плейт Монтевидео». 5 сентября 2020 года в матче против «Монтевидео Уондерерс» он дебютировал в уругвайской Примере. 10 октября в поединке против «Прогресо» Тьяго забил свой первый гол за «Ривер Плейт».
В 2022 году, забив 18 мячей в чемпионате Уругвая, Борбас стал лучшим бомбардиром турнира.

## Достижения
- Лучший бомбардир чемпионата Уругвая (1): 2022